# Nadina River
Nadina River är ett vattendrag i Kanada.   Det ligger i provinsen British Columbia, i den centrala delen av landet, 3 700 km väster om huvudstaden Ottawa. Nadina River ligger vid sjön François Lake.
I omgivningarna runt Nadina River växer i huvudsak barrskog. Trakten runt Nadina River är nära nog obefolkad, med mindre än två invånare per kvadratkilometer.